# Домбровский, Вадим Александрович
Вади́м Алекса́ндрович Домбро́вский (род. 21 мая 1958, Киев) — советский украинский пловец, специалист по плаванию баттерфляем. Выступал за сборную СССР в период 1975—1981 годов, бронзовый призёр чемпионата Европы, рекордсмен Европы, четырёхкратный победитель советского национального первенства. На соревнованиях представлял спортивное общество «Динамо». Мастер спорта СССР международного класса. Также известен как тренер по плаванию, преподаватель НУФВСУ.

## Биография
Вадим Домбровский родился 21 мая 1958 года в городе Киеве Украинской ССР. С 1974 года на протяжении всей своей спортивной карьеры состоял в киевском совете добровольного спортивного общества «Динамо».
Первого серьёзного успеха как спортсмен добился в сезоне 1975 года, когда на чемпионате СССР одержал победу в плавании баттерфляем на 100 метров и стал бронзовым призёром в комбинированной эстафете 4 × 100 метров. Тогда же вошёл в основной состав советской национальной сборной.
На чемпионате СССР 1976 года выиграл серебряную медаль в эстафете 4 × 200 метров вольным стилем и бронзовую медаль в плавании баттерфляем на 100 метров.
В 1978 году в зачёте национального первенства получил серебро в стометровой дисциплине баттерфляя.
На чемпионате СССР 1979 года стал бронзовым призёром в плавании баттерфляем на 100 метров.
В 1980 году одержал победу в зачёте советского национального первенстве в баттерфляе на стометровой дистанции. Установил рекорд Европы в данной дисциплине.
Став лучшим в плавании баттерфляем на 100 метров на чемпионате СССР 1981 года, Домбровский удостоился права защищать честь страны на чемпионате Европы по водным видам спорта в Сплите, откуда впоследствии привёз награду бронзового достоинства — в финале уступил только соотечественнику Алексею Марковскому и шведу Перу Арвидссону.
В 1982 году Вадим Домбровский выиграл чемпионат СССР в комбинированной эстафете 4 × 100 метров, став таким образом четырёхкратным национальным чемпионом по плаванию, и на этом завершил спортивную карьеру.
За выдающиеся спортивные достижения удостоен почётного звания «Мастер спорта СССР международного класса».
Окончил Киевский государственный институт физической культуры.
После завершения спортивной карьеры занялся тренерской деятельностью. Старший преподаватель кафедры водных видов спорта НУФВСУ.